# مايفلور (كاليفورنيا)
مايفلور (بالإنجليزية: Mayflower Village CDP, California)‏ هي قرية تقع بولاية كاليفورنيا في الولايات المتحدة. تبلغ مساحتها 1.779 كم2، وترتفع عن سطح البحر 112 م، بلغ عدد سكانها 5,515 نسمة في عام 2010 حسب إحصاء مكتب تعداد الولايات المتحدة وتصل الكثافة السكانية فيها 3,100.1 نسمة لكل كيلومتر مربع (8,029.2/ميل2).

## التركيبة السكانية
حدّد مكتب تعداد الولايات المتحدة بيانات التركيبة السكانية لمايفلور في تعداد الولايات المتحدة. في ما يلي، التركيبة السكانية حسب تعدادي 2000 و2010.

### تعداد عام 2000
بلغ عدد سكان مايفلور 5,081 نسمة بحسب تعداد عام 2000، وبلغ عدد الأسر 1,825 أسرة وعدد العائلات 1,315 عائلة مقيمة في القرية. في حين سجلت الكثافة السكانية 2,856.1 نسمة لكل كيلومتر مربع (7,397.3/ميل2). وبلغ عدد الوحدات السكنية 1,915 وحدة بمتوسط كثافة قدره 1,076.4 لكل كيلومتر مربع (2,787.9/ميل2).
وتوزع التركيب العرقي للقرية بنسبة 66.38% من البيض و1.18% من الأمريكيين الأفارقة و0.69% من الأمريكيين الأصليين و16.55% من الأمريكيين ذوي الأصول الآسيوية و0.18% من سكان جزر المحيط الهادئ و10.35% من الأعراق الأخرى و4.66% من عرقين مختلطين أو أكثر و26.61% من الهسبانيون أو اللاتينيون من أي عرق.
بلغ عدد الأسر 1,825 أسرة كانت نسبة 36.6% منها لديها أطفال تحت سن الثامنة عشر تعيش معهم، وبلغت نسبة الأزواج القاطنين مع بعضهم البعض 56.8% من أصل المجموع الكلي للأسر، ونسبة 10.6% من الأسر كان لديها معيلات من الإناث دون وجود شريك، بينما كانت نسبة 4.7% من الأسر لديها معيلون من الذكور دون وجود شريكة وكانت نسبة 27.9% من غير العائلات. تألفت نسبة 22.8% من أصل جميع الأسر من عدة أفراد يعيشون في نفس المنزل ونسبة 10.9% كانت تتألف من شخص يعيش بمفرده يبلغ من العمر 65 عاماً أو أكثر. وبلغ متوسط حجم الأسرة المعيشية 2.78، أما متوسط حجم العائلات فبلغ 3.30.
بلغ العمر الوسطي للسكان 38.2 عاماً. وكانت نسبة 24.7% من القاطنين تحت سن الثامنة عشر، وكانت نسبة 6.6% بين الثامنة عشر والرابعة والعشرين عاماً، ونسبة 30.3% كانت واقعةً في الفئة العمرية ما بين الخامسة والعشرين والرابعة والأربعين عاماً، ونسبة 23.7% كانت ما بين الخامسة والأربعين والرابعة والستين، ونسبة 14.5% كانت ضمن فئة الخامسة والستين عاماً فما فوق. يوجد لكل 100 أنثى 93.7 ذكر، ويوجد لكل 100 أنثى في الثامنة عشر من عمرها فما فوق 90.3 ذكر.
بلغ متوسط دخل الأسرة في القرية 55,547 دولارًا، أما متوسط دخل العائلة فبلغ 63,814 دولارًا. وكان متوسط دخل الذكور 40,783 دولارًا مقابل 35,634 دولارًا للإناث. وسجل دخل الفرد الخاص بالقرية 21,790 دولارًا. وكانت نسبة 6.7% من العائلات ونسبة 7% من السكان تحت خط الفقر، وكان من هؤلاء نسبة 8.1% تحت سن الثامنة عشر ونسبة 8.7% في الخامسة والستين من العمر وما فوق.

### تعداد عام 2010
بلغ عدد سكان مايفلور 5,515 نسمة بحسب تعداد عام 2010، وبلغ عدد الأسر 1,905 أسرة وعدد العائلات 1,425 عائلة مقيمة في القرية. في حين سجلت الكثافة السكانية 3,100.1 نسمة لكل كيلومتر مربع (8,029.2/ميل2). وبلغ عدد الوحدات السكنية 1,975 وحدة بمتوسط كثافة قدره 1,110.2 لكل كيلومتر مربع (2,875.4/ميل2).
وتوزع التركيب العرقي للقرية بنسبة 53.11% من البيض و1.50% من الأمريكيين الأفارقة و0.51% من الأمريكيين الأصليين و31.44% من الأمريكيين ذوي الأصول الآسيوية و0.07% من سكان جزر المحيط الهادئ و8.90% من الأعراق الأخرى و4.46% من عرقين مختلطين أو أكثر و27.58% من الهسبانيون أو اللاتينيون من أي عرق.
بلغ عدد الأسر 1,905 أسرة كانت نسبة 34.4% منها لديها أطفال تحت سن الثامنة عشر تعيش معهم، وبلغت نسبة الأزواج القاطنين مع بعضهم البعض 56.6% من أصل المجموع الكلي للأسر، ونسبة 13.1% من الأسر كان لديها معيلات من الإناث دون وجود شريك، بينما كانت نسبة 5.1% من الأسر لديها معيلون من الذكور دون وجود شريكة وكانت نسبة 25.2% من غير العائلات. تألفت نسبة 20.2% من أصل جميع الأسر من عدة أفراد يعيشون في نفس المنزل ونسبة 9.3% كانت تتألف من شخص يعيش بمفرده يبلغ من العمر 65 عاماً أو أكثر. وبلغ متوسط حجم الأسرة المعيشية 2.89، أما متوسط حجم العائلات فبلغ 3.34.
بلغ العمر الوسطي للسكان 41.1 عاماً. وكانت نسبة 21.7% من القاطنين تحت سن الثامنة عشر، وكانت نسبة 7.9% بين الثامنة عشر والرابعة والعشرين عاماً، ونسبة 26% كانت واقعةً في الفئة العمرية ما بين الخامسة والعشرين والرابعة والأربعين عاماً، ونسبة 30.7% كانت ما بين الخامسة والأربعين والرابعة والستين، ونسبة 13.7% كانت ضمن فئة الخامسة والستين عاماً فما فوق. وتوزع التركيب الجنسي للسكان بنسبة 48.1% ذكور و51.9% إناث.